# 미네 구니야스
미네 구니야스(일본어: 峰 国安, 1940년 10월 18일 ~ )는 일본의 전 프로 야구 선수이자 야구 지도자이다. 나가사키현 니시소노기군 노모자키정 출신이며 현역 시절 포지션은 투수였다.

## 인물
가이세이 고등학교 3학년 시절이던 1958년 하계 고시엔 나가사키현 예선에서 준결승에 진출했지만 사이카이가쿠엔 고등학교에게 연장 11회 끝내기 패배로 고시엔 대회에 출전하지 못했다. 고교 졸업 후 1959년 다이요 웨일스에 입단하여 프로 2년차인 1960년 4월 10일 주니치 드래건스전(가와사키 구장)에서 데뷔 첫 승리를 거두었다. 그해 구단 역사상 최초의 리그 우승, 일본 시리즈 우승에 큰 기여를 했고 이후에도 주로 마무리 투수로 기용됐다. 1962년에 1군 등판은 한 번도 없었지만 1964년에는 개인 최다인 45경기에 등판하여 시즌 5승을 거두었다. 1969년을 끝으로 현역에서 은퇴했고 그 후 요미우리 자이언츠의 타격 투수(1970년 ~ 1974년)로 활동하면서 오 사다하루의 전속 타격 투수로도 알려졌다.
요미우리에서 퇴단한 이후에는 친정팀 다이요의 2군 투수 코치 보좌(1975년), 1군 투수 코치(1976년) 등을 역임했고 다이요에서 퇴단 후 스낵전문점을 경영했다.

## 상세 정보

### 출신 학교
- 나가사키현 가이세이 고등학교

### 선수 경력
- 다이요 웨일스(1959년 ~ 1968년)

### 지도자 경력
- 다이요 웨일스 2군 투수 코치(1975년)
- 다이요 웨일스 1군 투수 코치(1976년)

### 개인 기록
- 첫 승리 : 1960년 4월 10일, 대 주니치 드래건스 전(가와사키 구장)

### 등번호
- 55(1959년 ~ 1966년)
- 33(1967년 ~ 1968년)
- 30(1969년)
- 67(1970년 ~ 1974년)

### 연도별 투수 성적
| 연 도      | 소 속      | 등 판 | 선 발 | 완 투 | 완 봉 | 무 4 구 | 승 리 | 패 전 | 세 이 브 | 홀 드 | 승 률 | 타 자 | 이 닝 | 피 안 타 | 피 홈 런 | 볼 넷 | 고 4 | 몸 맞 | 탈 삼 진 | 폭 투 | 보 크 | 실 점 | 자 책 점 | 평 자 책 | W H I P |
| ---------- | ---------- | ----- | ----- | ----- | ----- | ------- | ----- | ----- | -------- | ----- | ----- | ----- | ----- | -------- | -------- | ----- | ---- | ----- | -------- | ----- | ----- | ----- | -------- | -------- | ------- |
| 1959년     | 다이요     | 3     | 0     | 0     | 0     | 0       | 0     | 0     | --       | --    | ----  | 20    | 3.2   | 8        | 2        | 3     | 0    | 0     | 2        | 0     | 0     | 8     | 6        | 14.72    | 3.00    |
| 1960년     | 다이요     | 27    | 4     | 0     | 0     | 0       | 1     | 2     | --       | --    | .333  | 296   | 67.2  | 65       | 6        | 30    | 0    | 3     | 44       | 0     | 0     | 36    | 29       | 3.86     | 1.40    |
| 1961년     | 다이요     | 30    | 8     | 0     | 0     | 0       | 1     | 3     | --       | --    | .250  | 267   | 67.0  | 55       | 4        | 23    | 0    | 3     | 15       | 0     | 0     | 27    | 25       | 3.36     | 1.16    |
| 1963년     | 다이요     | 18    | 0     | 0     | 0     | 0       | 0     | 0     | --       | --    | ----  | 116   | 25.1  | 31       | 4        | 11    | 0    | 0     | 13       | 4     | 0     | 16    | 14       | 4.97     | 1.66    |
| 1964년     | 다이요     | 45    | 4     | 0     | 0     | 0       | 5     | 2     | --       | --    | .714  | 400   | 97.1  | 88       | 10       | 28    | 0    | 6     | 45       | 0     | 0     | 41    | 38       | 3.51     | 1.19    |
| 1965년     | 다이요     | 21    | 0     | 0     | 0     | 0       | 0     | 0     | --       | --    | ----  | 124   | 26.2  | 28       | 1        | 14    | 1    | 0     | 15       | 0     | 0     | 10    | 8        | 2.70     | 1.58    |
| 1966년     | 다이요     | 12    | 0     | 0     | 0     | 0       | 0     | 1     | --       | --    | .000  | 76    | 17.2  | 15       | 3        | 6     | 0    | 2     | 9        | 0     | 1     | 11    | 10       | 5.09     | 1.19    |
| 1967년     | 다이요     | 23    | 0     | 0     | 0     | 0       | 0     | 0     | --       | --    | ----  | 137   | 32.1  | 29       | 2        | 13    | 2    | 2     | 20       | 1     | 0     | 16    | 13       | 3.62     | 1.30    |
| 1968년     | 다이요     | 10    | 0     | 0     | 0     | 0       | 0     | 1     | --       | --    | .000  | 84    | 18.2  | 21       | 5        | 11    | 0    | 0     | 15       | 0     | 0     | 16    | 12       | 5.79     | 1.71    |
| 통산 : 9년 | 통산 : 9년 | 189   | 16    | 0     | 0     | 0       | 7     | 9     | --       | --    | .438  | 1520  | 356.1 | 340      | 37       | 139   | 3    | 16    | 178      | 5     | 1     | 181   | 155      | 3.91     | 1.34    |